# Alberto Casiraghi

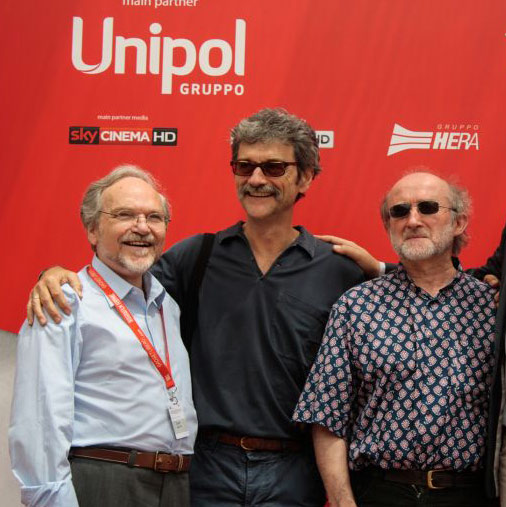

Alberto Casiraghi (Osnago, Lecco, 1952) es un escritor, ilustrador y editor italiano.

## Biografía
Autor de colecciones de relatos, poesías y aforismos, fundó en 1982 la (micro)editorial Pulcinoelefante. Dirigida personalmente por Casiraghi en su casa de Osnago (Lecco, Lombardía), publica gracias a la impresión en una máquina tipográfica de tipos móviles centenares de pequeñas plaquettes cada año, formadas por un texto —algunos aforismos o una breve poesía— al que acompañan grabados, fotografías o dibujos del autor invitado o del mismo Casiraghi, en tiradas reducidas (generalmente 30 ejemplares) y fuera de comercio.
En 1992 Casiraghi conoce a la poetisa Alda Merini, con quien llegará a editar más de mil libritos, muchos de ellos ilustrados por él mismo.
Como escritor es sobre todo conocido por sus aforismos, en gran parte publicados por el Pulcinoelefante.
En 2009 la provincia de Milán le dedicó un documental y el realizador milanés Silvio Soldini le consagró Il fiume ha sempre ragione (Italia-Suiza, 2016; 72'), documental que une su trayectoria a la del tipógrafo y encuadernador suizo Josef Weiss: "¿Por qué estas personas continúan operando en un mundo que marcha en el sentido opuesto, el de la velocidad, y que no se preocupa demasiado por la calidad y la belleza? Los dos creen en valores como la lentitud y el cuidado de los detalles, que estamos perdiendo. También se caracterizan por su amabilidad y su dulzura, que se respiran en sus respectivos talleres. Son poetas de la vida, sobre todo; en ellos no hay nada de comercial, pues su trabajo no es realmente rentable. Ambos viven con apenas nada; el dinero para ellos no es un valor."

## Principales obras
La lista no comprende las publicadas con  Pulcinoelefante
- Aforismi sulla saggezza della morte, Milán, Shakespeare and Kafka, 1992
- Pericoli indispensabili: sogni e racconti da immaginare, dibujos de Max Marra, Salvatore Carbone, Pino Rosa, Milán, La vita felice, 1994
- Distrazioni e giraffe: aforismi e riflessioni sul tempo che corre, dibujos de Igor Ravel grabados con tacos de peral por el xilógrafo Adriano Porazzi, Cernusco Lombardone, Hestia, 1996
- Aforismi per bambine inquiete, dibujos de Igor Ravel, Milán, La vita felice, 1997
- Dove è nato il pulcino: aforismi per bambini amanti della libertà, Milán, La vita felice, 1997
- Meditazioni dell'occhio sinistro: tre poesie di Alberto Casiraghi, con un grabado de Luciano Ragozzino, Scandicci, F. Mugnaini, 1997
- Novantottesima Avenue, dibujos de Alberto Rebori, Milán, La vita felice, 1998
- Storie di piccoli fiumi segreti: aforismi, epílogo prologante de Ambrogio Borsani, Milán, La vita felice, 2000
- Disegni per il rosso, dibujos y aforismos de Casiraghy; textos de Alda Merini y Roberto Borghi, Milán, Galleria l'Affiche, 2001
- Dove volano gli occhi: domande per giovani filosofi, Milán, La vita felice, 2002
- L'anima e la foglia, presentación de Giuseppe Pontiggia, Milán, Frassinelli, 2003
- Quando: novantanove aforismi quieti e inquieti, con tres dibujos de Alda Merini, Castelmaggiore, Book, 2006
- Nel silenzio atteso, con collages de José-Joaquín Beeme, Angera, La Torre degli Arabeschi, 2006
- Dico molte bugie, quando la verità confonde, con dibujos de Felix Petruska, Milán, Cabila, 2007
- L'estasi della foresta, Milán, Il ragazzo innocuo, 2008
- Gipi: lo straordinario e il quotidiano di un narratore per immagini, Roma, Coniglio, 2008
- Gli occhi non sanno tacere; aforismi per vivere meglio, con un texto de Sebastiano Vassalli e ilustraciones del autor, Novara, Interlinea, 2010